# János Telegdy
János Telegdy (tiếng Hungary: Telegdy János, tiếng Slovak: Ján Telegdy; 1575–1647) là một người Slovakia của Giáo hội Công giáo. Ông nguyên là Tổng giám mục của Kalocsa (1623–1647), Giám mục của Nyitra (1619–1623), Giám mục của Várad (1613–1619)), và Giám mục Bosnia (1611–1613).
János Telegdy sinh ra ở Érsekújvár, Hungary (ngày nay là Nové Zámky, Slovakia) vào năm 1575 và thụ phong linh mục tại Giáo phận Esztergom vào ngày 10 tháng 2 năm 1594.  Ngày 27 tháng 1 năm 1610, ông được Giáo hoàng Phaolô V bổ nhiệm làm Giám mục Bosnia.  Ngày 25 tháng 9 năm 1611, ông được tấn phong giám mục bởi Roberto Francesco Romolo Bellarmino, Hồng Y-Priest của San Matteo trong Merulana, và giám mục phụ phong là Antonio d'Aquino, Giám Mục Sarno, và Giulio Sansedoni, Giám mục danh dự của Grosseto.  Năm 1613, ông được Giáo hoàng Phaolô V làm Giám mục Várad. Tháng 3 năm 1619, ông được Giáo hoàng Phaolô V bổ nhiệm làm Giám mục Nyitra.  Năm 1623, ông được Giáo hoàng Grêgôriô XV bổ nhiệm làm Tổng giám mục Kalocsa.  Năm 1624, ông một lần nữa được Giáo hoàng Grêgôriô XV bổ nhiệm làm Giám mục Nitra.  Ông giữ chức Tổng giám mục của Kalocsa cho đến khi qua đời vào năm 1647.